# Sherfield on Loddon
Sherfield on Loddon, früher Sherfield upon Loddon, ist ein Dorf und ein Civil Parish in der englischen Grafschaft von Hampshire. Der Ort befindet sich ca. 19 km südlich der Stadt Reading und etwa 10 km nördlich von Basingstoke.
Eine Volkszählung im Jahr 2001 zeitigte eine Einwohnerzahl von 1.594. Der Zensus, der 10 Jahre später erfolgte, verzeichnete eine Bevölkerungszunahme von 70 Personen. Durch ein Neubaugebiet mit dem Namen Sherfield Park stieg die Einwohnerzahl zeitweilig um weitere 1.463 Menschen. 2016 wurde  Sherfield Park allerdings zur eigenständigen Gemeinde.
Zu Sherfield on Loddon gehören die Weiler Church End und Wildmoor.

## Geschichte
Sherfield on Loddon war ursprünglich Teil der Besitzungen des Herrenhauses von Odiham und erschien daher nicht im Grundverzeichnis des 11. Jahrhunderts, dem Domesday Book.
Das heutige Dorf, am südlichen Ufer des River Loddon gelegen, entwickelte sich ab dem 14. Jahrhundert etwa eine Meile nördlich von Odiham. Zu Beginn des 20. Jahrhunderts gab es etwa vierzig Häuser rund um die heute noch existierende weite Grünfläche. Damit war es auch größer als Odiham, in dessen Besitz die Ländereien des Ortes einstmals waren.
1917 wurde am Rand des Dorfes ein Munitionsdepot und Übungsgelände der britischen Armee errichtet. Die ersten Munitionslieferungen erreichten das Dorf im Januar 1918. Von 1922 bis 1974 war der Ort die Heimat der Munitionsschule des Royal Army Ordnance Corps. Ab 1987 wurde die Einrichtung nicht mehr als Munitionsdepot verwendet. und heißt heute „Bramley Training Area“. Es wurden hier Arbeitsplätze sowohl für Sherfield on Loddon als auch für das nordwestlich benachbarte Dorf Bramley geschaffen.
1974 wurde die, durch den Ort führende Verbindung Reading nach Basingstoke, mit einer Umgehungsstraße (der A33 road) östlich am Ort vorbei geführt.

## Schulen
- Sherfield School
- The Loddon School
- North Foreland Lodge (1947–2003)

## Religion
Im Ort steht eine Kapelle der Baptistengemeinde.
Südwestlich des Ortes befindet sich die St Leonard’s Church, deren Vorgängerbauten bis zu 900 Jahre zurück datieren.

## Freizeit
Der Ort ist um eine sehr große Grünfläche („Sherfield Green“) herum gebaut.
Es gibt mehrere Pubs.
Es gibt ein Gemeindezentrum namens „Sherfield on Loddon Village Hall“ mit mehreren Räumen. Der Hauptsaal hat die Ausmaße 17 m × 9,5 m und fasst 120–150 Sitzplätze (oder 200 Personen stehend).